# Ichneumon alpinator
Ichneumon alpinator är en stekelart som beskrevs av Aubert 1964. Ichneumon alpinator ingår i släktet Ichneumon och familjen brokparasitsteklar. Inga underarter finns listade i Catalogue of Life.